# Werksbahn

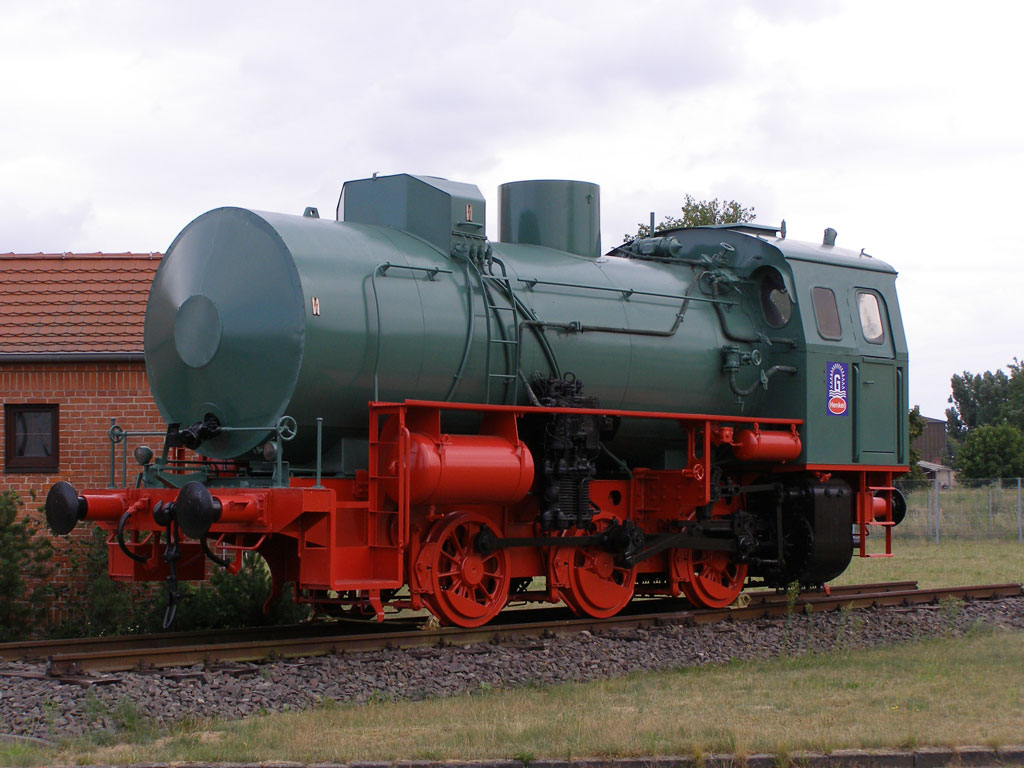
LKM-Dampfspeicherlok im ehemaligen Spee-Werk in Genthin

Eine Werksbahn oder Werkbahn ist eine auf einem Werksgelände (beispielsweise Fabrik- oder Bergbaugelände) befindliche Eisenbahn, die zur Erfüllung eines internen Eisenbahnverkehrs und gegebenenfalls auch als Anschlussbahn dient.
Werksbahnen sind meist kurze normalspurige Anschlussbahnen, die überwiegend von Güterzügen genutzt werden. Man findet sie auch dort, wo Straßenwege nicht einfach realisierbar sind oder waren, so als Torfbahn in Torfabbaugebieten. In Ausnahmefällen findet auch spezielle nicht-öffentliche Personenbeförderung für Werksangehörige statt, in diesem Fall spricht man vom Dienstpersonenverkehr.
Bei Bergbauunternehmen wie der MIBRAG, Rheinbraun oder der Ruhrkohle AG findet man ausgedehnte Werkbahnnetze (Kohlebahnen/Zechenbahnen). Teilweise sind diese schmalspurig und/oder unter Tage ausgeführt. Sie werden meist elektrisch oder mit Akkuloks betrieben.

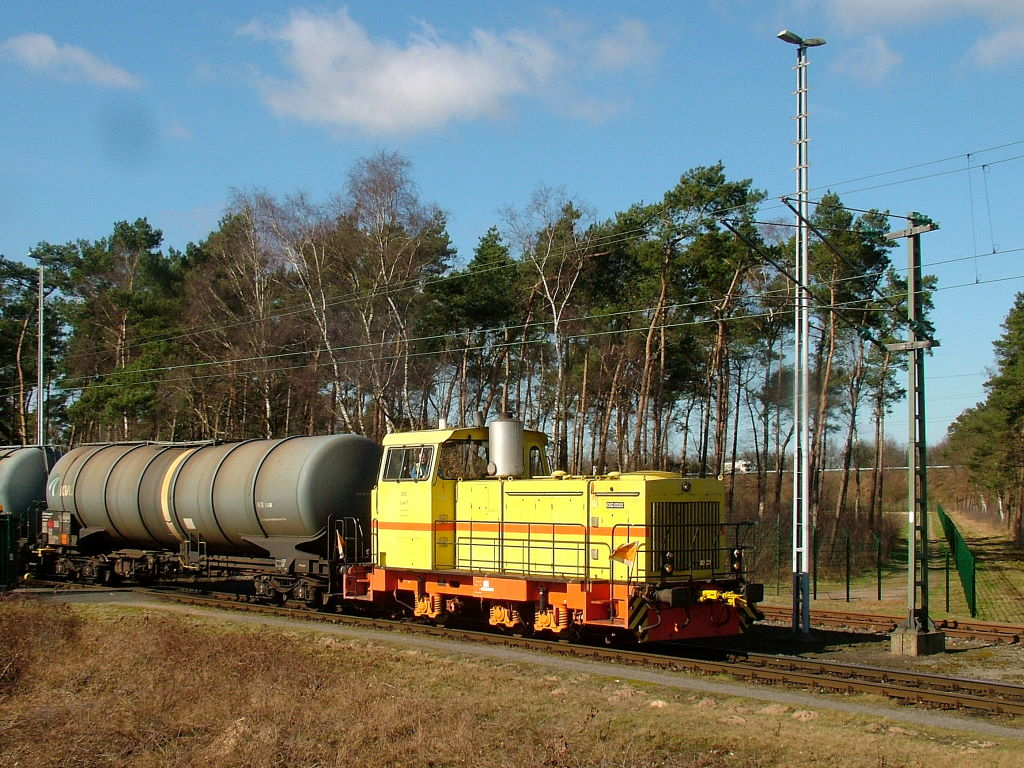
Explosionsgeschützte Diesellok der Raffinerie Emsland

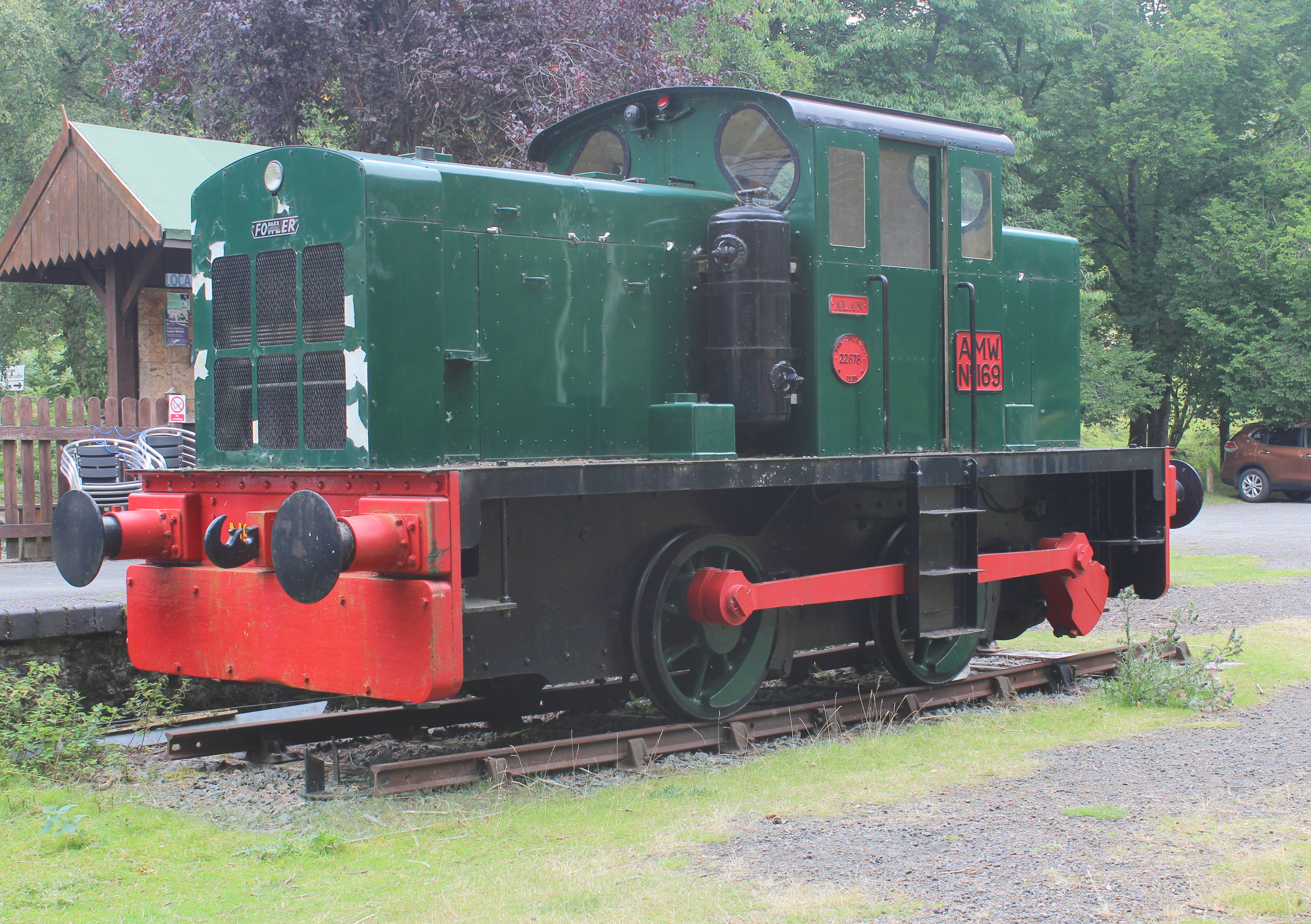
Britische industrielle Diesellokomotive (1939) für die Kriegsproduktion

In vielen Fällen ist der Betrieb von normalen Lokomotiven wegen Explosionsgefahr auf diesen Werkbahnen nicht möglich, zum Beispiel wenn Tanklager oder chemische Fabriken bedient werden. Dort kommen dann spezielle Lokomotiven zum Einsatz, wie z. B. Dampfspeicherlokomotiven, die ihre Antriebsenergie aus überhitztem Wasser beziehen.

## Bekannte Werkbahnen

### In Europa
- Deutschland
  - Baden-Württemberg
    - Werksbahn der Portland-Zement Blaubeuren Gebrüder Spohn AG

  - Bremen
    - Hafeneisenbahn Bremen
    - Hafeneisenbahn Bremerhaven

  - Hessen
    - Grubenbahnen Messel
    - Industriebahn Hanau
    - Industriebahn Nieder-Ramstadt
    - Industriebahn Roßdorf
    - Industriebahn Seckbach

  - Mecklenburg-Vorpommern
    - Bahnstrecke Zinnowitz–Peenemünde (Überbleibsel der ehemaligen Werkbahn der Heeresversuchsanstalt Peenemünde)
    - Schmalspurbahn Tessin

  - Niedersachsen
    - Verkehrsbetriebe Peine-Salzgitter, Werkbahn der Salzgitter AG

  - Nordrhein-Westfalen
    - Schmalspur-Werkbahn der Westfalenhütte, früher Werkbahn des Eisen- und Stahlwerkes der Hoesch AG, Dortmund
    - Werkbahnen der Eisenbahn und Häfen Duisburg
    - Werkbahnen der RBH Logistics GmbH, früher die Werkbahnen der Ruhrkohle AG
    - Werkbahnen der RWE Power (Rheinbraun) AG im Rheinischen Braunkohlerevier

  - Rheinland-Pfalz
    - Werkbahnen der BASF um Ludwigshafen am Rhein
    - Werkbahn der Dyckerhoff AG

  - Saarland
    - Werkbahnen der Saarstahl AG in Völklingen, Neunkirchen und Saarbrücken-Burbach
    - Werkbahnen der Dillinger Hütte

  - Sachsen
    - Werkbahn des Eilenburger Chemiewerks
    - Werkbahnen der Vattenfall Europe AG im Lausitzer Braunkohlerevier
    - Waldeisenbahn Muskau

  - Sachsen/Sachsen-Anhalt
    - Werkbahnen der MIBRAG im Mitteldeutschen Braunkohlerevier

  - Sachsen-Anhalt
    - InfraLeuna Werkbahnen der Leunawerke
    - Werkbahnen der Zuckerfabrik Dröbel
    - Mansfelder Bergwerksbahn (älteste deutsche schmalspurige Werkbahn, heute Museumsbahn)

  - Thüringen
    - Bahnstrecke Bad Salzungen–Unterbreizbach, Kali-Werkbahn
    - Steinbacher Bergwerksbahn

- Österreich
  - Werksbahn der Hans Hatschek AG
  - Schwertberger Kaolinzug

- Schweiz
  - Hafenbahn Birsfelden
  - Hafenbahn Kleinhüningen

- Frankreich
  - Werkbahn der ArcelorMittal in Florange

- Tschechien
  - Werkbahn Kateřina

### Außerhalb Europas
- Japan
  - Werkseisenbahn der Tateyama-Sabō-Erosionsschutzanlagen

- USA (Texas)
  - Werkbahnen von Luminant

## Im weiteren Sinn können als Werkbahnen angesehen werden

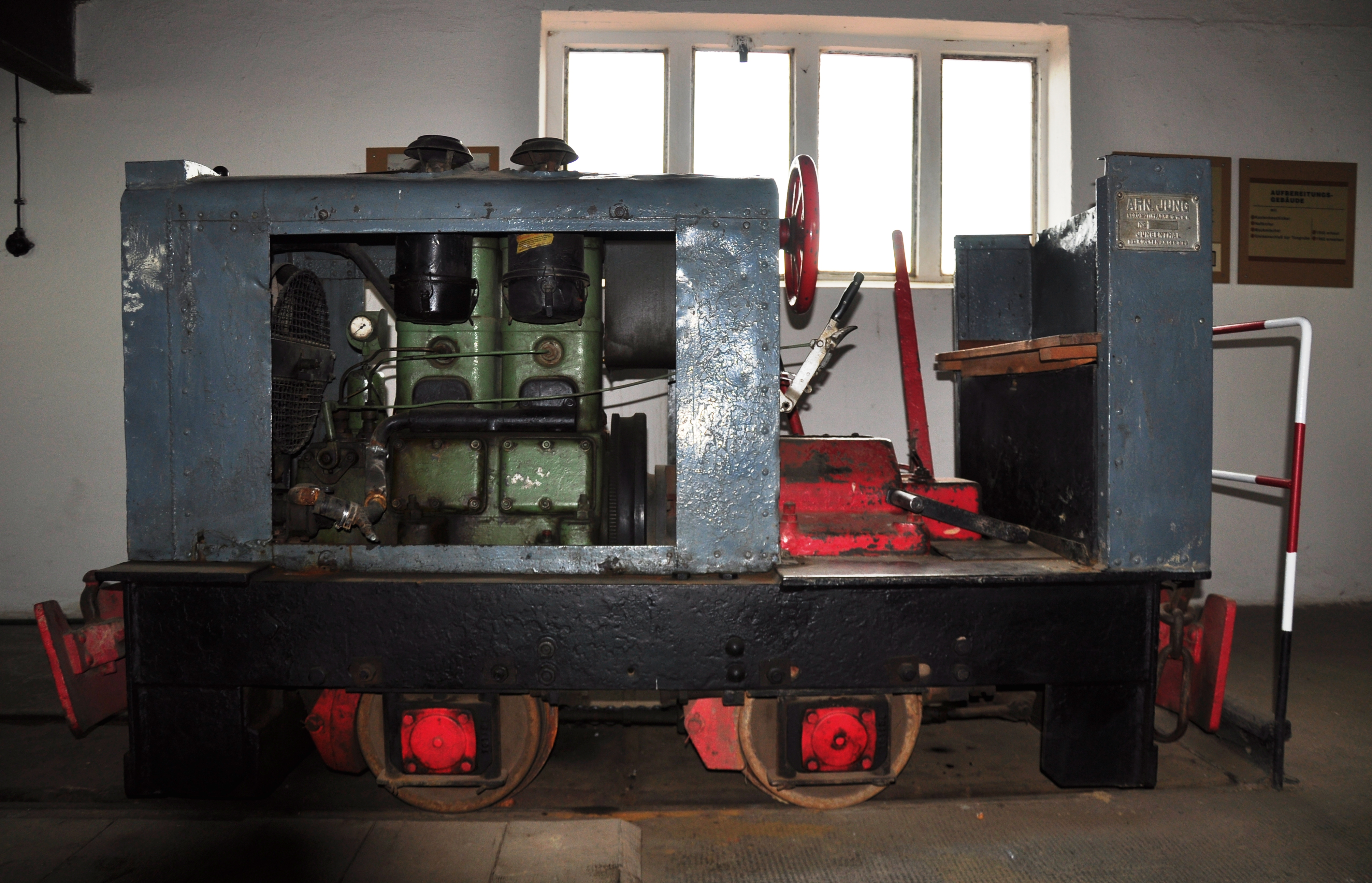
Jung Werklok einer Ziegeleibahn

- Feldbahnen zum Transport und Abbau landwirtschaftlicher Güter
- Feldbahnen zum Transport gewonnenen Meersalzes (z. B. im Mittelmeerraum)
- Grubenbahnen zum Abbau von Gesteinen und Erzen, inklusive von Kaolinbahnen, Tonbahnen und Ziegeleibahnen
- Torfbahnen
- Waldbahnen zum Transport des geschlagenen Holzes
- Steinbruchbahnen zum Abtransport des abgebrochenen Festgesteins

Diese sind meist schmalspurig ausgeführt.